# Ophiopogon heterandrus
Ophiopogon heterandrus är en sparrisväxtart som beskrevs av Fa Tsuan Wang och Lun Kai Dai. Ophiopogon heterandrus ingår i släktet Ophiopogon och familjen sparrisväxter. Inga underarter finns listade i Catalogue of Life.